# MicroLED

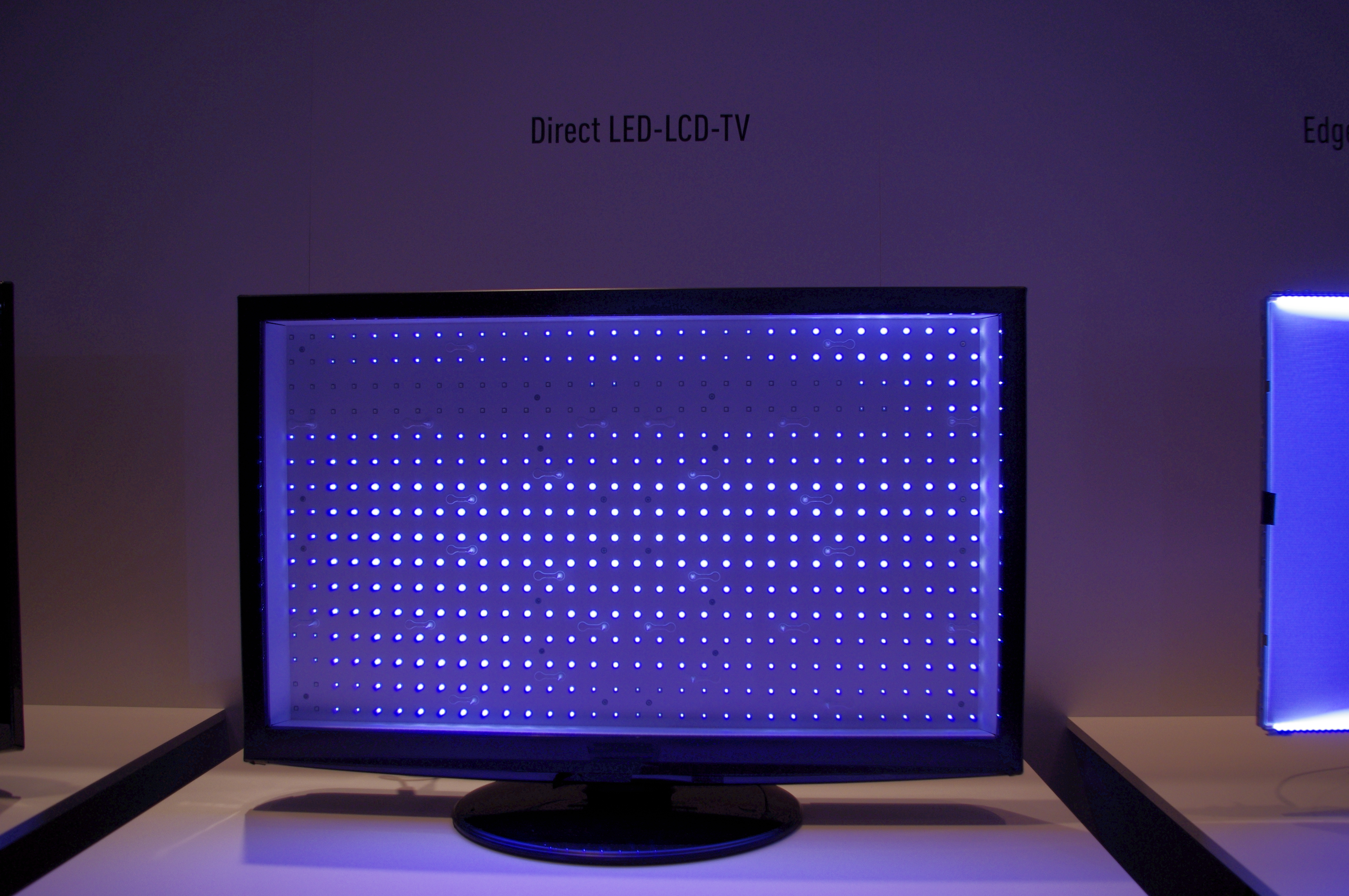
Fig.1 Pantalla plana con puntos de LED

MicroLED (también denominado micro-LED, mLED o µLED) es una tecnología novedosa en el campo de las pantallas planas. Esta tecnología se basa en una matriz en la que cada píxel está compuesto por un LED de tamaño microscópico, del orden de los micrómetros.  

## Historia
- Fue creado en el año 2000 por un equipo de investigadores liderado por el Prof. Hongxing Jiang y el Prof. Jingyu Lin de la Universidad Texas Tech.
- En 2011, fue anunciada una pantalla formato VGA (640 x 480 pixels, con mLeds de 12 micrómetros de tamaño y 15 micrómetros de separación entre ellos).
- En 2012, Sony desarrolló una pantalla de 55 pulgadas con 6,22 millones de microLEDs.
- En 2015, Sony presentó la serie Cledis de pantallas con tecnología microLED.
- En 2017, la empresa VueReal consigue resoluciones de 4K con una densidad de leds de 6000 ppi [3]
- En 2018, Samsung presentó en el CES un televisorde tecnología microLED con un tamaño de 146 pulgadas. [4]

## Propiedades
- En comparación con la tecnología LCD, ofrece un mayor contraste, tiempos de respuesta más rápidos y un menor consumo de energía.
- Al igual que la tecnologia OLED, su aplicación está orientada a dispositivos portátiles de bajo consumo energético, como relojes y teléfonos inteligentes.
- A diferencia de las pantallas OLED, los microLED están fabricados con tecnología GaN/InGaN y no presentan los problemas de vida útil limitada. [5]
- A principios de 2017, la tecnología microLED aún no se había comercializado de manera masiva.